# جون ر. غوردون
جون ر. غوردون (بالإنجليزية: John R. Gordon)‏ هو كاتب سيناريو بريطاني، ولد في 1964 في بورتسموث في المملكة المتحدة.

## وصلات خارجية
- جون ر. غوردون على موقع إن إن دي بي (الإنجليزية)